# Krasleanî, Prîlukî
Krasleanî (în ucraineană Красляни) este localitatea de reședință a comunei Krasleanî din raionul Prîlukî, regiunea Cernihiv, Ucraina.

## Demografie
Componența lingvistică a localității Krasleanî
     Ucraineană (95,48%)
     Rusă (3,29%)
     Belarusă (1,03%)
Conform recensământului din 2001, majoritatea populației localității Krasleanî era vorbitoare de ucraineană (95,48%), existând în minoritate și vorbitori de rusă (3,29%) și belarusă (1,03%).